# Lednice
Lednice är en ort i Tjeckien.   Den ligger i distriktet Okres Břeclav och regionen Södra Mähren, i den sydöstra delen av landet, 230 km sydost om huvudstaden Prag. Lednice ligger 172 meter över havet och antalet invånare är 2 355.
Terrängen runt Lednice är platt.Runt Lednice är det tätbefolkat, med 276 invånare per kvadratkilometer. Närmaste större samhälle är Břeclav, 7,3 km sydost om Lednice. Omgivningarna runt Lednice är en mosaik av jordbruksmark och naturlig växtlighet.